# جوليان شير
جوليان ويسل شير (بالإنجليزية: Julian Weisel Scheer)‏ ‏(20 فبراير 1926-1 سبتمبر 2001) كان بحارًا أمريكيًا وصحفيًا ومحترفًا في العلاقات العامة ومؤلفًا. اشتهر بأنه المدير المساعد للشؤون العامة للإدارة الوطنية للملاحة الجوية والفضاء (ناسا) في واشنطن العاصمة من عام 1962 إلى عام 1971.

## نشأته
ولد جوليان وايزل شير في ريتشموند، فيرجينيا، في 26 يناير 1926، وهو ابن هيلدا كنوبف وجورج فابيان شير. انضم إلى البحرية الأمريكية التجارية في سن السابعة عشرة، أثناء الحرب العالمية الثانية، وخدم في المحيط الأطلسي والمحيط الهادئ. بعد الحرب التحق بجامعة ولاية كارولينا الشمالية في تشابل هيل، وتخرج منها عام 1950 بشهادة في الصحافة والاتصالات. وأثناء وجوده هناك، كان متحدثًا باسم البرنامج الرياضي لقيادة الأمم المتحدة.
بعد التخرج، أصبح شير مساعدًا لجاك ويد، مدير المعلومات الرياضية في الجامعة. وفي عام 1953، أصبح صحفيًا في صحيفة شارلوت نيوز المحلية في شارلوت بولاية نورث كارولينا، حيث غطى الأخبار الرياضية بشكل أساسي. في عام 1954 كان جزءًا من الوحدة الإعلامية التي غطت إعصار هازل. حصلت صورته التي تكافح ضد الرياح العاتية وارتفاع منسوب المياه على جائزة مصور شارلوت نيوز هيو مورتون لأفضل مصور ساوث برس لهذا العام. وفي عام 1956، قبل شير دعوة من نيلسون بينتون، وهو زميل تخرج من جامعة الأمم المتحدة عمل في WBTV Channel 3 News، لزيارة قاعدة باتريك للقوات الجوية في كيب كانافيرال، فلوريدا، حيث كانت القوات الجوية الأمريكية تختبر الصواريخ. وعاد شير بعد ذلك إلى كيب لمشاهدة المزيد من عمليات إطلاق الصواريخ، وكتب سلسلة من المقالات حول العمل الجاري هناك.

## ناسا
غطى شير الانتخابات الرئاسية لعام 1960 لصحيفته، وتعرف على روبرت كينيدي. في عام 1962، بدأ شير في كتابة رواية عن حركة الحقوق المدنية عندما اتصل به جيمس إدوين ويب، مدير وكالة ناسا، الذي طلب منه الحضور إلى مقر ناسا في واشنطن العاصمة، ووضع خطة لتنسيق وسائل الإعلام تغطية برنامج الفضاء. لذلك بدأ شير العمل في وكالة ناسا كمستشار.  في أوائل عام 1963 أصبح مديرًا مساعدًا للشؤون العامة في وكالة ناسا.
في دوره الجديد، سرعان ما اشتبك شير مع جون أ. باورز، ضابط الشؤون العامة في ناسا. رفض باورز إعطاء خطة الرحلة للمهمات القادمة، لكنه أعطى خطة رحلة جوردن كوبر ميركوري-أطلس 9 للصحفي جاي باربري للحصول على زجاجة جيم بيم واجه شير ها التصرف بالقوى، وأمر باورز بإرسال نسخ إلى جميع وسائل الإعلام، وعندها هدد باورز بالاستقالة، وقبل شير استقالته. ومنذ ذلك الوقت أصبت وكالة ناسا توفر المعلومات مجانًا، ليس لأنها شعرت أنها تخضع لأي التزام قانوني للقيام بذلك، ولكن لأنها كانت سياسة جيدة للقيام بذلك. في أعقاب حريق أبولو 1، رفض إصدار أي بيان إلى أن تم إبلاغ أسر رواد الفضاء الثلاثة بوفاتهم.
كان شير مسؤولاً عن تسمية وحدة قيادة أبولو 11 كولومبيا، ولكن ربما كان أكبر إنجازاته هو نقض المهندسين الذين أرادوا تقليل الوزن على متن Lunar Module Eagle والإصرار على أخذ كاميرا تلفزيونية. ونتيجة لذلك، تمكن الملايين من مشاهدة نيل آرمسترونغ وباز ألدرين يمشيان على سطح القمر.

## الحياة في وقت لاحق
غادر شير وكالة ناسا في 22 فبراير 1971 ، ليصبح مدير حملة ترشيح تيري سانفورد غير الناجح في الانتخابات الرئاسية عام 1972 . وظل منخرطًا في برنامج الفضاء كمستشار وأمين في المتحف الوطني للطيران والفضاء التابع لمعهد سميثسونيان .  عمل في شركة استشارات اتصالات في واشنطن حتى عام 1976، عندما أصبح نائب رئيس شركة لينج-تمكو-فاوت (LTV)، المسؤول عن عملياتها في واشنطن. كما أصبح مستشارًا مرة أخرى عام 1992.
في أوائل التسعينيات، انخرط شير في القضايا البيئية، وكان أحد الاستراتيجيين الرئيسيين في صراع مجلس بيدمونت البيئي مع ديزني أمريكا. أصبح أحد مؤسسي Protect Historic America، وهي مجموعة حشدت معارضة ديزني أمريكا من المؤرخين المشهورين مثل ديفيد ماكولوغ وشيلبي فوت.
في 1 سبتمبر 2001، أصيب شير بنوبة قلبية أثناء ركوب جرار في مزرعة ماشية في كاتليت، فيرجينيا، حيث كان يعيش منذ عام 1965، وتوفي على إثرها.